# Бехштедтштрас
Бехштедтштрас (нем. Bechstedtstraß) — община в Германии, в земле Тюрингия.
Входит в состав района Веймар. Подчиняется управлению Грамметаль. Население составляет 258 человек (на 31 декабря 2010 года). Занимает площадь 5,73 км².